# Сеа (Леон)
Сеа (ісп. Cea) — муніципалітет в Іспанії, у складі автономної спільноти Кастилія-і-Леон, у провінції Леон. Населення — 530 осіб (2010).
Муніципалітет розташований на відстані близько 250 км на північний захід від Мадрида, 48 км на схід від Леона.
На території муніципалітету розташовані такі населені пункти: (дані про населення за 2010 рік)
- Бустільйо-де-Сеа: 118 осіб
- Сеа: 188 осіб
- Саелісес-дель-Ріо: 80 осіб
- Сан-Педро-де-Вальдерадуей: 144 особи

## Демографія
Динаміка населення (INE ):